# Монтин, Ларс
Ларс Юнассон Монтин (швед. Lars Jonasson Montin; 1723—1785) — шведский натуралист.

## Биография
Ларс Монтин родился в деревне Лундбю (ныне в черте Гётеборга) на острове Хисинген 6 сентября 1723 года.
Учился в Гётеборге, в 1743 году поступил в Лундский университет, где стал изучать горную промышленность. В 1745 году перешёл в Уппсальский университет, где под влиянием Карла Линнея стал учиться ботанике и медицине. В 1751 году защитил докторскую диссертацию по ботанике в Уппсале.
В 1756 году Монтин был назначен главным врачом города Хальмстада. В 1782 году он стал главой медицинского департамента Халланда.
Ларс Юнассон Монтин скончался 2 января 1785 года в Хальмстаде.
Основной гербарий растений, собранный Монтином, хранится в Шведском музее естественной истории в Стокгольме (S).

## Некоторые научные работы
- Montin, L.J. (1750). Dissertatio botanica sistens Splachnum. 15 p.

## Роды, названные в честь Л. Монтина
- Montinia Thunb., 1766